# Liste der Bodendenkmäler in Bad Birnbach
Auf dieser Seite sind die Bodendenkmäler in dem niederbayerischen Markt Bad Birnbach zusammengestellt. Diese Tabelle ist eine Teilliste der Liste der Bodendenkmäler in Bayern. Grundlage ist die Bayerische Denkmalliste, die auf Basis des Bayerischen Denkmalschutzgesetzes vom 1. Oktober 1973 erstmals erstellt wurde und seither durch das Bayerische Landesamt für Denkmalpflege geführt wird. Die folgenden Angaben ersetzen nicht die rechtsverbindliche Auskunft der Denkmalschutzbehörde.

## Bodendenkmäler in Bad Birnbach

### Bodendenkmäler in der Gemarkung Amsham
| Lage              | Objekt                                                                             | Akten-Nr.     | Bild |
| ----------------- | ---------------------------------------------------------------------------------- | ------------- | ---- |
| Amsham (Standort) | Schürfgrubenfeld vor- und frühgeschichtlicher oder mittelalterlicher Zeitstellung. | D-2-7544-0072 |      |

### Bodendenkmäler in der Gemarkung Asenham
| Lage               | Objekt | Akten-Nr.     | Bild |
| ------------------ | --- | ------------- | ---- |
| Asenham (Standort) | Burgstall des hohen Mittelalters (Alteck). | D-2-7544-0009 |      |
| Asenham (Standort) | Untertägige spätmittelalterliche und frühneuzeitliche Befunde und Funde im Bereich des abgegangenen Schlosses Neudeck und seines hochmittelalterlichen Vorgängerbaus.                                 | D-2-7544-0010 |      |
| Asenham (Standort) | Siedlung vor- und frühgeschichtlicher Zeitstellung. | D-2-7544-0012 |      |
| Asenham (Standort) | Verebnete Grabhügel vorgeschichtlicher Zeitstellung. | D-2-7544-0013 |      |
| Asenham (Standort) | Siedlung und viereckiges Grabenwerk vor- und frühgeschichtlicher Zeitstellung. | D-2-7544-0015 |      |
| Asenham (Standort) | Siedlung vor- und frühgeschichtlicher Zeitstellung. | D-2-7544-0016 |      |
| Asenham (Standort) | Siedlung vor- und frühgeschichtlicher Zeitstellung. | D-2-7544-0032 |      |
| Asenham (Standort) | Untertägige mittelalterliche und frühneuzeitliche Befunde und Funde im Bereich der Katholischen Pfarrkirche St. Leonhard in Asenham und ihrer Vorgängerbauten samt zugehörigem Friedhof.              | D-2-7544-0071 |      |
| Asenham (Standort) | Untertägige mittelalterliche und frühneuzeitliche Befunde und Funde im Bereich der Katholischen Wallfahrtskirche St. Georg in Hölzlberg.                                                              | D-2-7544-0088 |      |
| Asenham (Standort) | Untertägige mittelalterliche und frühneuzeitliche Befunde und Funde im Bereich der Katholischen Filialkirche St. Petrus und Paulus in Schwaibach und ihrer Vorgängerbauten samt zugehörigem Friedhof. | D-2-7544-0089 |      |

### Bodendenkmäler in der Gemarkung Bad Birnbach
| Lage                    | Objekt | Akten-Nr.     | Bild |
| ----------------------- | --- | ------------- | ---- |
| Bad Birnbach (Standort) | Grabhügel vorgeschichtlicher Zeitstellung. | D-2-7544-0019 |      |
| Bad Birnbach (Standort) | Ringwall vor- oder frühgeschichtlicher Zeitstellung (Franzosen- oder Schwedenschanze). | D-2-7544-0020 |      |
| Bad Birnbach (Standort) | Untertägige mittelalterliche und frühneuzeitliche Befunde und Funde im Bereich der Katholischen Pfarrkirche Mariä Himmelfahrt in Birnbach und ihrer Vorgängerbauten samt zugehörigem Friedhof. | D-2-7544-0050 |      |
| Bad Birnbach (Standort) | Untertägige mittelalterliche und frühneuzeitliche Befunde und Funde im Bereich der Katholischen Filialkirche St. Ulrich in Lengham und ihrer Vorgängerbauten.                                  | D-2-7544-0059 |      |
| Bad Birnbach (Standort) | Untertägige mittelalterliche und frühneuzeitliche Befunde und Funde im Bereich des ehemaligen Schlosses von Birnbach und seines mittelalterlichen Vorgängerbaus.                               | D-2-7544-0092 |      |
| Bad Birnbach (Standort) | Friedhof mit Massengrab des Mittelalters oder der Neuzeit. | D-2-7544-0121 |      |

### Bodendenkmäler in der Gemarkung Brombach
| Lage                | Objekt | Akten-Nr.     | Bild |
| ------------------- | --- | ------------- | ---- |
| Brombach (Standort) | Schürfgrubenfeld vor- und frühgeschichtlicher oder mittelalterlicher Zeitstellung.                                                                                     | D-2-7543-0001 |      |
| Brombach (Standort) | Verebnetes Schürfgrubenfeld vor- und frühgeschichtlicher oder mittelalterlicher Zeitstellung.                                                                          | D-2-7543-0002 |      |
| Brombach (Standort) | Untertägige mittelalterliche und frühneuzeitliche Befunde und Funde im Bereich der Katholischen Nebenkirche St. Jakob d. Ä. in Brombach.                               | D-2-7544-0087 |      |
| Brombach (Standort) | Untertägige spätmittelalterliche und frühneuzeitliche Befunde und Funde im Bereich des abgegangenen Schlosses Brombach und seines hochmittelalterlichen Vorgängerbaus. | D-2-7544-0105 |      |

### Bodendenkmäler in der Gemarkung Hirschbach
| Lage                  | Objekt | Akten-Nr.     | Bild |
| --------------------- | --- | ------------- | ---- |
| Hirschbach (Standort) | Untertägige mittelalterliche und frühneuzeitliche Befunde und Funde im Bereich der Katholischen Pfarrkirche St. Martin in Hirschbach und ihrer Vorgängerbauten samt zugehörigem Friedhof. | D-2-7544-0055 |      |

### Bodendenkmäler in der Gemarkung Untertattenbach
| Lage                       | Objekt | Akten-Nr.     | Bild                       |
| -------------------------- | --- | ------------- | -------------------------- |
| Untertattenbach (Standort) | Grabhügel vorgeschichtlicher Zeitstellung, daraus Funde der Bronzezeit und Hallstattzeit. | D-2-7544-0023 | Bodendenkmal D-2-7544-0023 |
| Untertattenbach (Standort) | Untertägige mittelalterliche und frühneuzeitliche Befunde und Funde im Bereich der Katholischen Filialkirche St. Johannes der Täufer in Aunham und ihrer Vorgängerbauten samt zugehörigem Friedhof. | D-2-7544-0052 |                            |
| Untertattenbach (Standort) | Untertägige mittelalterliche und frühneuzeitliche Befunde und Funde im Bereich der Katholischen Pfarrkirche St. Pankratius und ihrer Vorgängerbauten in Kirchberg.                                  | D-2-7544-0066 |                            |
| Untertattenbach (Standort) | Siedlung der Urnenfelder- und der Latènezeit. | D-2-7544-0133 |                            |
| Untertattenbach (Standort) | Siedlung der Latènezeit. | D-2-7544-0134 |                            |